# Rajd Meksyku 2012
Rajd Meksyku był 3. rundą Rajdowych Mistrzostw Świata 2012. Rajd odbył się w dniach 8–11 marca, jego bazą było miasto León. Rajd był także 2. rundą Mistrzostw Świata Samochodów Produkcyjnych (PWRC).
Rajd wygrał Sébastien Loeb, była to jego 69. wygrana w karierze, 6. z rzędu w rajdzie Meksyku. Drugie miejsce zajął Mikko Hirvonen, a trzeci był Petter Solberg.

## Klasyfikacja ostateczna
| Msc.    | Kierowca          | Pilot                | Samochód                   | Czas      | Strata    | Grupa | Punkty |
| ------- | ----------------- | -------------------- | -------------------------- | --------- | --------- | ----- | ------ |
| 1.      | Sébastien Loeb    | Daniel Elena         | Citroën DS3 WRC            | 4:15:32.7 | 0.0       | WRC M | 27     |
| 2.      | Mikko Hirvonen    | Jarmo Lehtinen       | Citroën DS3 WRC            | 4:16:15.1 | 42.4      | WRC M | 18     |
| 3.      | Petter Solberg    | Chris Patterson      | Ford Fiesta RS WRC         | 4:17:44.1 | 2:11.4    | WRC M | 18     |
| 4.      | Mads Østberg      | Jonas Andersson      | Ford Fiesta RS WRC         | 4:20:24.2 | 4:51.5    | WRC M | 13     |
| 5.      | Ott Tänak         | Kuldar Sikk          | Ford Fiesta RS WRC         | 4:20:35.3 | 5:02.6    | WRC M | 10     |
| 6.      | Nasir al-Atijja   | Giovanni Bernacchini | Citroën DS3 WRC            | 4:22:14.1 | 6:41.4    | WRC M | 8      |
| 7.      | Armindo Araújo    | Miguel Ramalho       | Mini John Cooper Works WRC | 4:28:19.6 | 12:46.9   | WRC   | 6      |
| 8.      | Sébastien Ogier   | Julien Ingrassia     | Škoda Fabia S2000          | 4:30:30.5 | 14:57.8   | 2     | 4      |
| 9.      | Ken Block         | Alex Gelsomino       | Ford Fiesta RS WRC         | 4:37:59.5 | 22:26.8   | WRC   | 2      |
| 10.     | Ricardo Triviño   | Álex Haro            | Ford Fiesta RS WRC         | 4:39:03.4 | 23:30.7   | WRC   | 1      |
|         |                   |                      |                            |           |           |       |        |
| 13.     | Thierry Neuville  | Nicolas Gilsoul      | Citroën DS3 WRC            | 4:45:41.0 | +30:08.3  | WRC M |        |
| PWRC    |                   |                      |                            |           |           |       |        |
| 1.(11.) | Benito Guerra Jr. | Borja Rozada         | Mitsubishi Lancer Evo X    | 4:39:26.1 | 0.0       | 3     | 25     |
| 2.(12.) | Nicolás Fuchs     | Fernando Mussano     | Mitsubishi Lancer Evo X    | 4:43:36.0 | 4:09.9    | 3     | 18     |
| 3.(14.) | Michał Kościuszko | Maciej Szczepaniak   | Mitsubishi Lancer Evo X    | 5:00:13.5 | 20:47.4   | 3     | 15     |
| 4.(15.) | Gianluca Linari   | Nicola Arena         | Subaru Impreza WRX STi     | 5:14:08.1 | 34:42.0   | 3     | 12     |
| 5.(17.) | Rodrigo Salgado   | Diódoro Salgado      | Mitsubishi Lancer Evo IX   | 5:45:54.9 | 1:06:28.8 | 3     | 10     |
| 6.(18.) | Ramona Karlsson   | Miriam Walfridsson   | Mitsubishi Lancer Evo X    | 5:59:29.2 | 1:20:03.1 | 3     | 8      |

1. ↑  Litera M przy oznaczeniu grupy do której należy samochód oznacza, iż tylko ci kierowcy zdobywali punkty dla swoich zespołów liczonych w klasyfikacji producentów na koniec sezonu.

### Odcinki specjalne
| Dzień         | Odcinek | Godz. rozp. | Nazwa                            | Długość  | Zwycięzca                     | Czas             | Średnia prędkość | Lider rajdu        |
| ------------- | ------- | ----------- | -------------------------------- | -------- | ----------------------------- | ---------------- | ---------------- | ------------------ |
| 1 (8–9 marca) | OS1     | 20:09       | DC Shoes Guanajuato Street Stage | 1,05 km  | Petter Solberg                | 53.7             | 70,39 km/h       | Petter Solberg     |
| 1 (8–9 marca) | OS2     | 8:08        | El Cubilete 1                    | 22,12 km | Mikko Hirvonen                | 13:23.6          | 99,09 km/h       | Mikko Hirvonen     |
| 1 (8–9 marca) | OS3     | 9:06        | Las Minas 1                      | 15,21 km | Jari-Matti Latvala            | 11:22.9          | 80,18 km/h       | Jari-Matti Latvala |
| 1 (8–9 marca) | OS4     | 9:47        | Los Mexicanos 1                  | 9,76 km  | Sébastien Loeb                | 7:53.3           | 74,24 km/h       | Jari-Matti Latvala |
| 1 (8–9 marca) | OS5     | 10:08       | Ortega 1                         | 23,69 km | Sébastien Loeb                | 14:08.7          | 100,49 km/h      | Mikko Hirvonen     |
| 1 (8–9 marca) | OS6     | 13:36       | El Cubilete 2                    | 22,12 km | Jari-Matti Latvala            | 13:11.8          | 101,86 km/h      | Sébastien Loeb     |
| 1 (8–9 marca) | OS7     | 14:34       | Las Minas 2                      | 15,21 km | Jari-Matti Latvala            | 11:03.1          | 82,58 km/h       | Sébastien Loeb     |
| 1 (8–9 marca) | OS8     | 15:15       | Los Mexicanos 2                  | 9,76 km  | Jari-Matti Latvala            | 7:43.6           | 75,79 km/h       | Sébastien Loeb     |
| 1 (8–9 marca) | OS9     | 15:36       | Ortega 2                         | 23,69 km | odcinek odwołany              | odcinek odwołany | odcinek odwołany | Sébastien Loeb     |
| 1 (8–9 marca) | OS10    | 17:24       | Monster León Street Stage        | 1,23 km  | Sébastien Loeb                | 1:16.4           | 57,96 km/h       | Sébastien Loeb     |
| 1 (8–9 marca) | OS11    | 20:13       | Super Special 1                  | 2,21 km  | Nasir al-Atijja               | 1:39.5           | 79,96 km/h       | Sébastien Loeb     |
| 1 (8–9 marca) | OS12    | 20:18       | Super Special 2                  | 2,21 km  | Chris Atkinson                | 1:38.3           | 80,94 km/h       | Sébastien Loeb     |
| 2 (10 marca)  | OS13    | 6:54        | Ibarrilla 1                      | 29,90 km | Jari-Matti Latvala            | 18:01.4          | 99,54 km/h       | Sébastien Loeb     |
| 2 (10 marca)  | OS14    | 8:12        | Otates 1                         | 41,88 km | Sébastien Loeb                | 30:19.9          | 82,84 km/h       | Sébastien Loeb     |
| 2 (10 marca)  | OS15    | 11:06       | Ibarrilla 2                      | 29,90 km | Sébastien Loeb                | 17:55.3          | 100,10 km/h      | Sébastien Loeb     |
| 2 (10 marca)  | OS16    | 12:24       | Otates 2                         | 41,88 km | Jari-Matti Latvala            | 29:54.7          | 84,01 km/h       | Sébastien Loeb     |
| 2 (10 marca)  | OS17    | 15:30       | Comanjilla 1                     | 17,91 km | Jari-Matti Latvala            | 10:21.1          | 103,81 km/h      | Sébastien Loeb     |
| 2 (10 marca)  | OS18    | 16:45       | Super Special 3                  | 4,42 km  | Petter Solberg Sébastien Loeb | 3:14.3           | 81,89 km/h       | Sébastien Loeb     |
| 2 (10 marca)  | OS19    | 16:50       | Super Special 4                  | 2,21 km  | odcinek odwołany              | odcinek odwołany | odcinek odwołany | Sébastien Loeb     |
| 2 (10 marca)  | OS20    | 17:23       | Comanjilla 2                     | 17,91 km | Jari-Matti Latvala            | 10:13.7          | 105,06 km/h      | Sébastien Loeb     |
| 3 (11 marca)  | OS21    | 9:30        | Super Special 5                  | 4,42 km  | Thierry Neuville              | 3:12.5           | 82,7 km/h        | Sébastien Loeb     |
| 3 (11 marca)  | OS22    | 10:33       | Guanajuatito                     | 54,76 km | Mikko Hirvonen                | 36:30.7          | 89,2 km/h        | Sébastien Loeb     |
| 3 (11 marca)  | OS23    | 12:06       | Derramadero                      | 11,51 km | Sébastien Loeb                | 7:14.9           | 87,6 km/h        | Sébastien Loeb     |
| 3 (11 marca)  | OS24    | 13:18       | Power Stage                      | 5,75 km  | Petter Solberg                | 3:11.4           | 102,7 km/h       | Sébastien Loeb     |

### Power Stage
| Miejsce | Kierowca       | Czas     | Różnica | Średnia prędkość | Punkty |
| ------- | -------------- | -------- | ------- | ---------------- | ------ |
| 1       | Petter Solberg | 3:11.429 | 0.000   | 102,7 km/h       | 3      |
| 2       | Sébastien Loeb | 3:12.900 | +1.471  | 101,9 km/h       | 2      |
| 3       | Mads Østberg   | 3:14.109 | +2.680  | 101,3 km/h       | 1      |

## Klasyfikacja po 3 rundzie

### Kierowcy
| Lp. | Kierowca           | Pkt |
| --- | ------------------ | --- |
| 1   | Sébastien Loeb     | 66  |
| 2   | Mikko Hirvonen     | 50  |
| 3   | Petter Solberg     | 47  |
| 4   | Mads Østberg       | 28  |
| 5   | Jari-Matti Latvala | 26  |
| 6   | Evgeny Novikov     | 21  |
| 7   | Dani Sordo         | 18  |
| 8   | Ott Tänak          | 14  |
| 9   | Nasser Al-Attiyah  | 8   |
| 10  | François Delecour  | 8   |
| 11  | Armindo Araújo     | 7   |
| 12  | Henning Solberg    | 6   |
| 13  | Pierre Campana     | 6   |
| 14  | Sébastien Ogier    | 4   |
| 15  | Patrik Sandell     | 4   |
| 16  | Martin Prokop      | 4   |
| 17  | Ken Block          | 2   |
| 18  | Eyvind Brynildsen  | 1   |
| 19  | Ricardo Triviño    | 1   |

### Producenci
| Lp. | Producent                             | Pkt |
| --- | ------------------------------------- | --- |
| 1   | Citroën Total World Rally Team        | 108 |
| 2   | Ford World Rally Team                 | 70  |
| 3   | M-Sport Stobart Ford World Rally Team | 38  |
| 4   | Mini WRC Team                         | 26  |
| 5   | Qatar World Rally Team                | 16  |
| 6   | Adapta World Rally Team               | 12  |
| 7   | Citroën Junior World Rally Team       | 6   |